# 13월의 겨울
"13월의 겨울"은 1993년에 개봉한 대한민국의 영화이다.

## 캐스팅
- 민복기
- 유장현
- 김은지
- 강유일
- 신성하
- 성미진
- 정애진
- 문재숙
- 김선순
- 김유나
- 최근재
- 서영탁
- 권오창
- 함상진
- 홍윤정
- 유경애
- 이미령